# Hesperantha decipiens
Hesperantha decipiens är en irisväxtart som beskrevs av Peter Goldblatt. Hesperantha decipiens ingår i släktet Hesperantha och familjen irisväxter. Inga underarter finns listade i Catalogue of Life.